# هيلين هوي غريلي
هيلين هوي غريلي (بالإنجليزية: Helen Hoy Greeley)‏ هي ناشطة حق المرأة بالتصويت ‏ ومحامية وعالمة بيئة أمريكية، ولدت في 1879، وتوفيت في 1965.